# Michael Hillen (Philologe)
Michael Hillen (* 25. Juni 1958 in Düsseldorf) ist ein deutscher Klassischer Philologe.
Michael Hillen studierte Klassische Philologie an der Universität Bonn, wo er im Wintersemester 1987/88 bei Otto Zwierlein zum Dr. phil. promoviert wurde. Am 1. April 1988 wurde er als wissenschaftlicher Mitarbeiter am Thesaurus Linguae Latinae in München angestellt. 1994 wurde er zum Redaktor des Thesaurus ernannt. Seit dem 1. August 2014 ist Hillen dessen Generalredaktor.

## Schriften
- Studien zur Dichtersprache Senecas: Abundanz, explikativer Ablativ, Hypallage. Berlin/New York 1989 (Dissertation; = Untersuchungen zur antiken Literatur und Geschichte 32)